# Ballades de Chopin
 (mars 2008).
Si vous disposez d'ouvrages ou d'articles de référence ou si vous connaissez des sites web de qualité traitant du thème abordé ici, merci de compléter l'article en donnant les références utiles à sa vérifiabilité et en les liant à la section « Notes et références ».

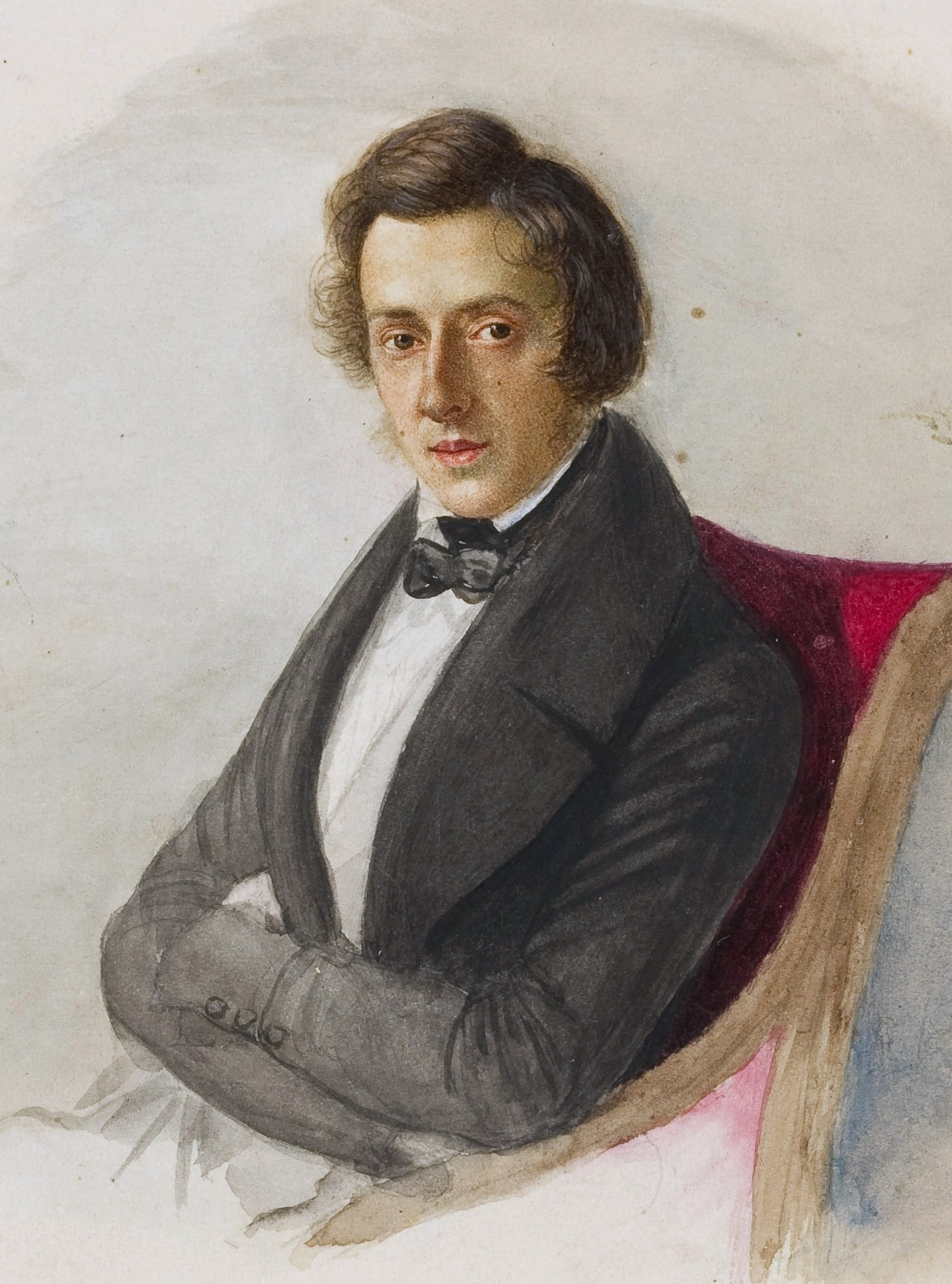
Chopin en 1835.

Les Ballades de Chopin sont quatre ballades pour piano seul composées par Frédéric Chopin entre 1831 et 1842.
Bien que la ballade soit une forme lyrique existant depuis le Moyen Âge en tant que pièce vocale accompagnée, le terme est ensuite surtout utilisé pour désigner le genre poétique du même nom, genre que les poètes romantiques remettent au goût du jour durant le XIXe siècle. C'est de cet héritage littéraire que Chopin s'inspire vaguement — Chopin n'avait pas pour habitude de s'inspirer d'œuvres littéraires pour ses pièces musicales, contrairement à Schumann ou Liszt — pour la composition de ces ballades, premières ballades purement instrumentales de l'histoire, ou en tout cas les premières à porter ce nom. En effet, la ballade est un genre formellement très libre qu'un novice pourra comparer à une fantaisie, voire à un nocturne. Si l'on extrapole, on peut dire que c'est un mélange des deux, mais il est impossible d'en donner une définition précise et rigoureuse, et il semble que si Chopin les a appelés ainsi, c'est, selon Schumann, pour rendre hommage à son compatriote, le poète polonais Adam Mickiewicz, illustre compositeur de ballades poétiques ; hypothèse qui reste néanmoins peu probable pour les raisons évoquées précédemment.
Certains passages sont en commun entre les ballades nos 1 et 4 notamment du point de vue rythmique et musical.

## Balladeno1en sol mineur,op.23

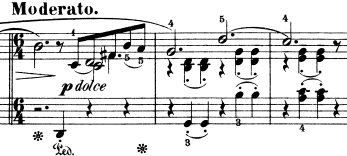
Premières mesures du premier thème de la ballade no 1.

Composée en 1831 et 1835 à Vienne et à Paris, et éditée en 1836 sous le titre d'éditeur « La Favorite » (sans consulter Chopin), la première ballade est dédiée au baron de Stockhausen, ambassadeur de Hanovre.
C'est la ballade préférée de Chopin, qui plaît également beaucoup à Schumann. C'est un long morceau extrêmement varié, au ton majoritairement plaintif, sans mièvrerie. Liszt y voit une « odyssée de l'âme de Chopin ». Elle sonde tous les sentiments : bonheur, mélancolie, tristesse, allégresse, et passe de l'un à l'autre avec brio avant d'en revenir au ton initial, sombre, grave et déchirant. Son exécution requiert une solide technique.
Cette ballade connaît un regain de popularité auprès du grand public à la sortie du film Le Pianiste de Roman Polanski où elle figure. Elle se retrouve à nouveau sous les feux de la rampe par l'entremise du patinage artistique, entre 2015 et 2017, via les prestations, en programme court, du jeune champion olympique Yuzuru Hanyu,.

## Balladeno2en fa majeur,op.38

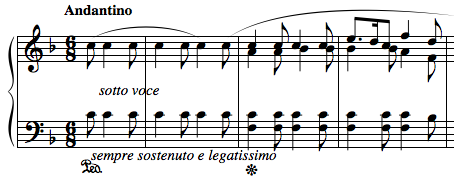
Incipit de la ballade no 2.

Composée entre 1836 et 1839, à Nohant et Majorque, et éditée en 1840 sous le titre d'éditeur « La Gracieuse » (sans consulter Chopin), la deuxième ballade est dédiée à Schumann, qui lui-même avait dédié ses Kreisleriana à Chopin.
Cette ballade débute par une première partie librement composée que Chopin avait jouée pour la première fois à Robert Schumann à Leipzig en 1836. Le début (andantino) amène un climat épique et narratif voilé d'un certain archaïsme. Le rythme pointé est celui d'une sicilienne. Le thème est folklorique et bucolique, mais teinté de mélancolie et d'inquiétude. L'harmonie utilise différentes dissonances qui se superposent à la basse répétitive mettant en avant les quintes et les quartes à vide. Ce début présente une mélodie en berceuse qui fait effet d'histoire sans fin.
Ballade alternant rêveries douces et envolées sauvages et passionnelles : pleine de contrastes, il était logique qu'elle plaise énormément à Schumann, dont le langage musical en était empli. Néanmoins, d'après son propre témoignage, il l'aurait trouvée, lors de la première audition, plutôt fade, car Chopin aurait omis toutes les parties dramatiques pour ne garder que les thèmes tranquilles de l'œuvre[réf. nécessaire]. Selon lui, encore, elle aurait été inspirée à Chopin par un poème de Mickiewicz, Le Switez, mais c'est peu probable.
Heinrich Probst (l'éditeur allemand de Chopin) voulait l'intituler « Ballade polonaise » ou « Ballade des Pèlerins » en Allemagne.

## Balladeno3en la bémol majeur,op.47

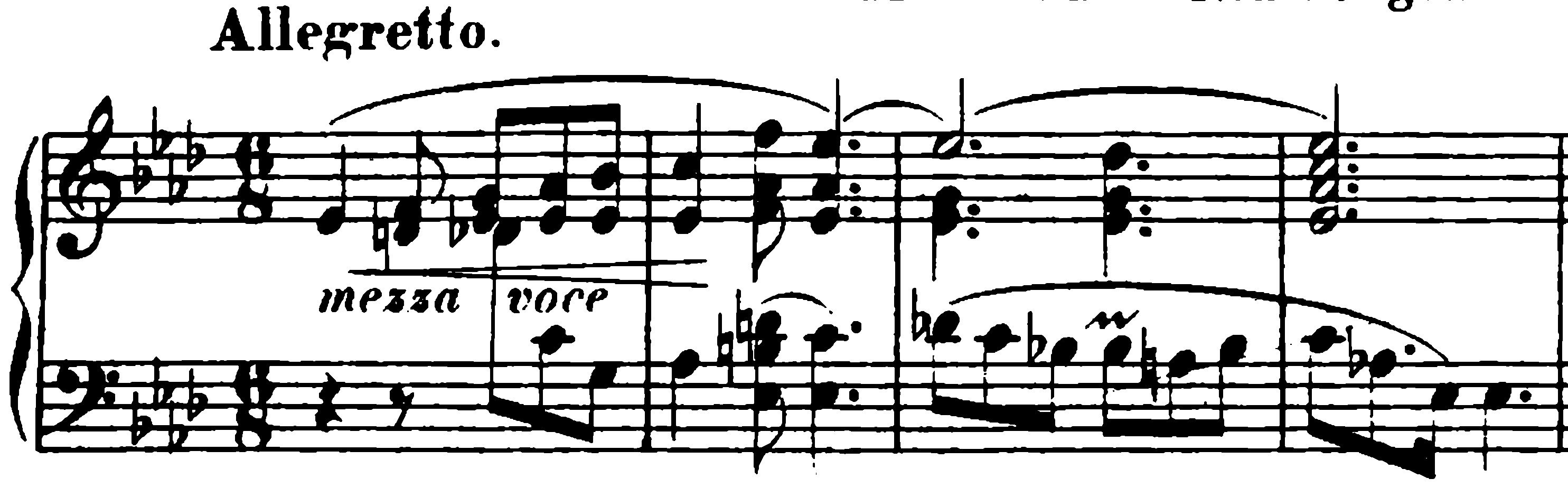
Incipit de la ballade no 3.

Composée en 1840 et 1841 à Paris et Nohant, et éditée à Paris en 1841 et à Londres en 1842, la troisième ballade est dédiée à Pauline de Noailles, une élève de Chopin. Sa première audition publique a lieu le 21 février 1842 dans les salons Pleyel à Paris. Chopin en est lui-même l'interprète.
Cette ballade est différente des précédentes et de la suivante par son caractère chantant et sa fraîcheur poétique, même si — comme de coutume chez Chopin — on y discerne quelques éclairs ténébreux et des relents d'angoisse, effacés par la gaieté du final.
Une interprétation se base sur un poème de Mickiewicz, « Ondine », racontant l'histoire désespérée d'un chevalier amoureux d'une déesse païenne. La fin heureuse traduirait alors l'idéal ne pouvant jamais être atteint.

## Balladeno4en fa mineur,op.52

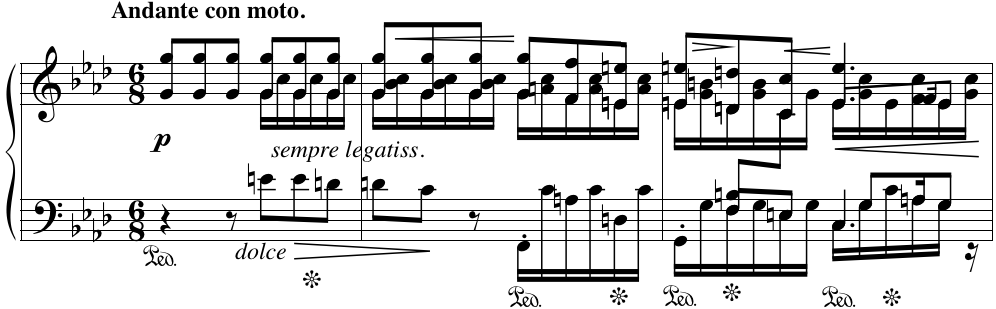
Incipit de la ballade no 4.

Composée en 1842 à Paris et Nohant-Vic, et éditée en 1843, cette ballade des derniers jours est dédiée à la baronne Charlotte de Rothschild.
Elle est considérée par les spécialistes[Qui ?] comme un des sommets de l'écriture harmonique chopinienne, et un des grands chefs-d'œuvre du répertoire pianistique romantique,. Chopin y superpose deux thèmes, l'un triste et le second plus serein, en évitant tout antagonisme, on y retrouve l'alternance de sentiments divers traversés par un art absolu de la polyphonie.